# Henry Joseph Balzan
Henry Joseph Balzan (en español: Enrique José Balzan Caruana) (Ħamrun, 1 de noviembre de 1963) es un eclesiástico y misionero católico maltés afincado en Chile. Es el obispo auxiliar de La Serena, desde abril de 2024.

## Biografía
Nació el 1 de noviembre de 1963, en el consejo local maltés de Ħamrun. Hijo de Joseph Balzan y Mary Caruana.
En septiembre de 1982, ingresó en el Seminario Mayor de Malta, donde realizó los estudios eclesiásticos. Tras realizar estudios en la Universidad de Malta, obtuvo el bachillerato y luego, la licenciatura en Teología.

### Sacerdocio
Su ordenación sacerdotal fue el 5 de julio de 1991, se incardinó en la arquidiócesis de Malta.
Fue vicario parroquial de St. Joseph, en Msida. En noviembre de 1995, fue enviado como misionero a la diócesis de Copiapó (Chile), donde fue párroco de Potrerillos y en El Divino Salvador, en El Salvador (1995-2007). Además, fue vicario episcopal territorial del Valle Norte y vicario episcopal para la Educación.
En 2008, regresó a su país para cuidar de su anciana madre, hasta su fallecimiento en 2015, siendo: servidor pastoral en la Parish of Our Lady of Graces, en Żabbar (2008), y párroco de St Cajetan, en Ħamrun (2008-2016).
En 2016, volvió a la diócesis de Copiapó (Chile), y fue: párroco del Espíritu Santo, en Diego de Almagro (2016-2017), y El Divino Salvador, en El Salvador (2016-2019). También, fue asesor diocesano del diaconado permanente (2017).  Fungió como párroco de Ntra. Sra. del Carmen, en Chañaral (2020-2022) y vicario general de Copiapó entre 2021 y 2024. Fue párroco de San Francisco, en Copiapó (2022-2024).

### Episcopado
El 5 de abril de 2024, el papa Francisco lo nombró obispo titular de La Imperial y obispo auxiliar de La Serena. Fue consagrado el 15 de junio del mismo año, en la Catedral de La Serena; a manos del arzobispo René Rebolledo.